# Canal de Jellicoe
El canal de Jellicoe (en inglés: Jellicoe Channel) es uno de los tres canales que conectan el golfo de Hauraki con el océano Pacífico al noreste de Auckland, en Nueva Zelanda. Es el canal más occidental, situado entre el cabo de Rodney en la península norte de Auckland y la Isla Little Barrier.
Los otros dos canales son el canal de Cradock y el canal de Colville.